# Zlaté Hory
Zlaté Hory, bis 1948 Cukmantl (deutsch  Zuckmantel) ist eine Stadt im Okres Jeseník    im tschechischen Olomoucký kraj.

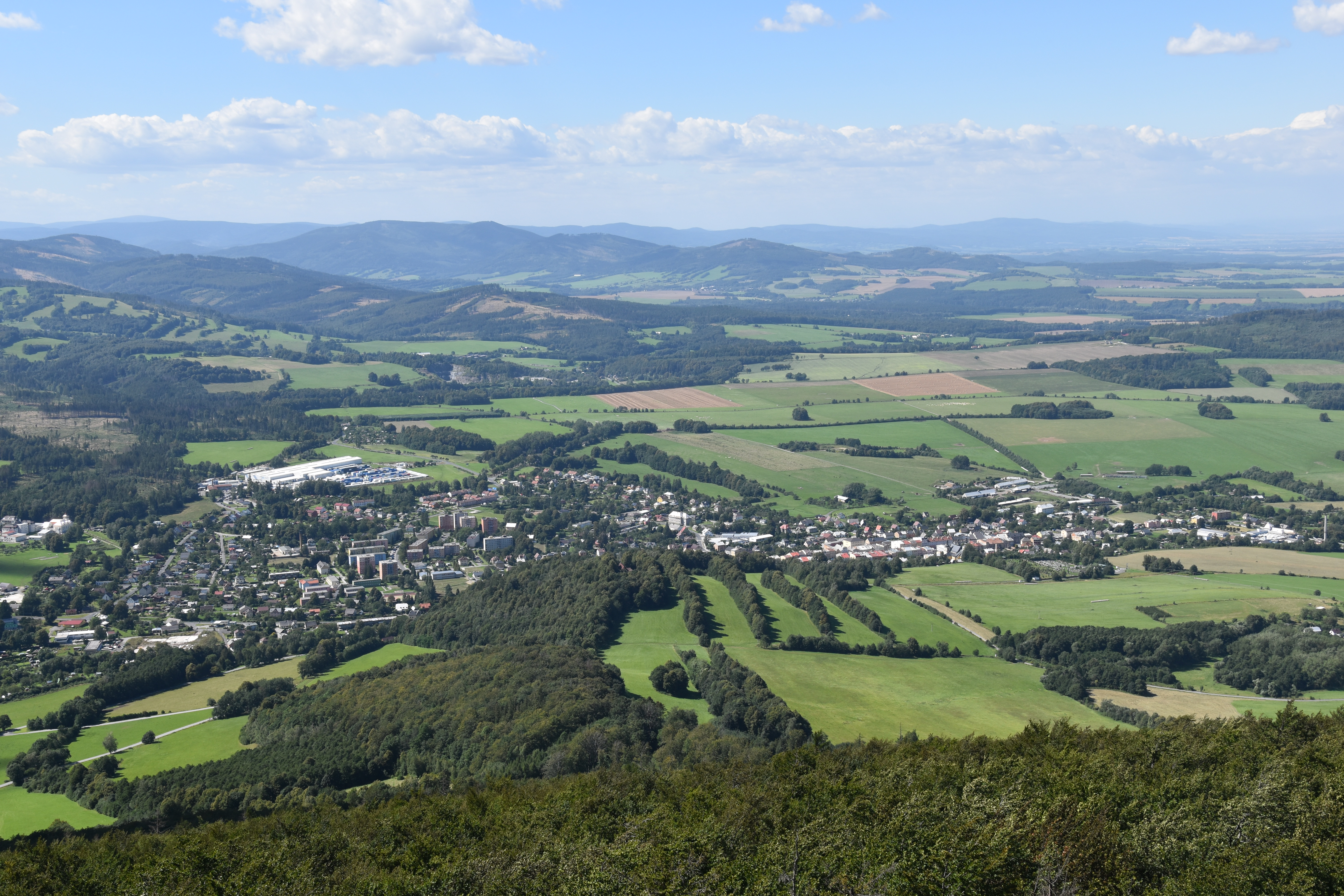
Stadtgebiet von der Bischofskoppe aus gesehen

## Geographie
Die Stadt liegt in den Sudeten im Tal des Goldbachs im Zuckmanteler Bergland auf einer Höhe von 416 m über dem Meeresspiegel, etwa 55 km nordwestlich von Troppau. Östlich der Stadt erhebt sich die Bischofskoppe (890 m). Die Stadt  war eines der Zentren des frühen schlesischen Goldbergbaus.

## Geschichte

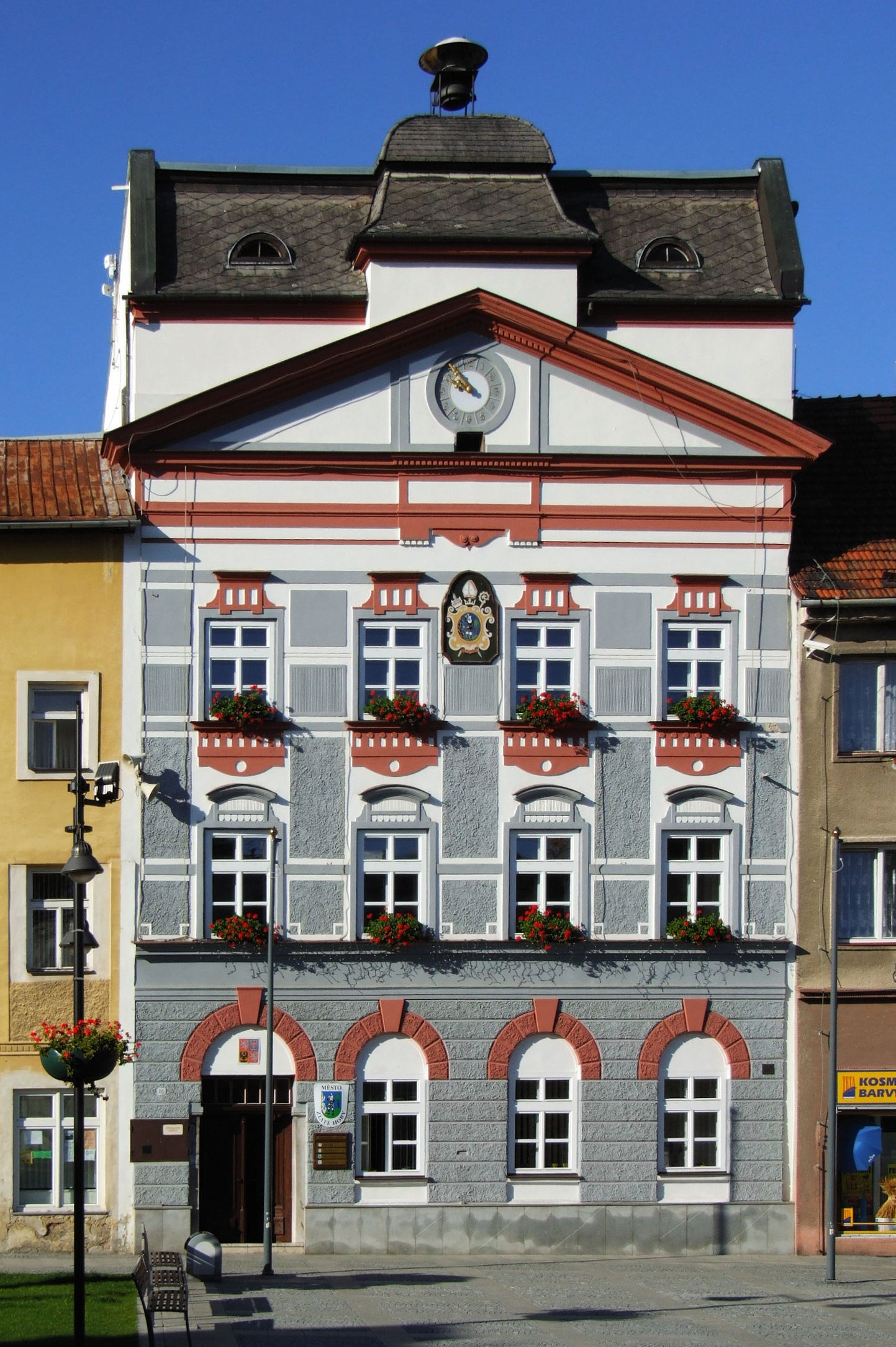
Rathaus

Erste Nachrichten über Cucmantl stammen aus dem Jahre 1222, als Markgraf Vladislav Heinrich von Mähren, ein Bruder des böhmischen Königs Ottokar I. Přemysl, den Ort in einem Streit mit dem Breslauer Bischof Lorenz wegen des Goldes besetzte. 1306 erhielt Zuckmantel durch Herzog Nikolaus I. von Troppau das Magdeburger Stadtrecht verliehen.
Zwischen 1540 und 1562 erlebte der Bergbau einen Aufschwung. Es wurde der Heilige Drei Könige Stolln mit einer Länge von sechs Kilometer bis nach Ziegenhals vorgetrieben. 1590 und 1591 sind in dem Stolln zwei Goldstufen von 1,3 beziehungsweise 1,8 kg gefunden worden, die Kaiser Rudolf II. erhielt.
Der Goldbergbau blühte aber nur bis zum Ende des 16. Jahrhunderts. Nach dem Dreißigjährigen Krieg wurde die Stadt durch Hexenprozesse berüchtigt, die mindestens 85 Opfer forderten. Für die Verbrennung soll ein spezieller Backofen errichtet worden sein. Der berüchtigte spätere Hauptinquisitor der Hexenprozesse von Groß Ullersdorf, Heinrich Boblig, trieb zuvor in Zuckmantel sein Unwesen.

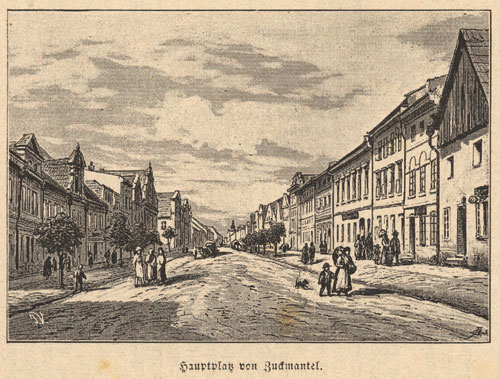
Hauptplatz von Zuckmantel, Ende 19. Jahrhundert

Am Ende des 17. Jahrhunderts wurde die Stadt durch ihre Leinwandproduktion wieder bekannt, verarmte jedoch immer mehr. Während der Schlesischen Kriege erfolgten mehrfach Kämpfe in der Gegend. Am 14. März 1741 fielen die Preußen in die Stadt ein, plünderten und brannten über 300 Häuser nieder. Nach der Eroberung Schlesiens wurde Zuckmantel zur Grenzstadt, das benachbarte Ziegenhals fiel 1742 an Preußen. 1759 kam es bei der Stadt zwischen Preußen und Österreich zu einigen Gefechten, von denen das heftigste am 17. November 1759 stattfand. Im Bayerischen Erbfolgekrieg trafen die Kriegsparteien am 14. Jänner 1779 zwischen Rosenthal und der Bischofskoppe aufeinander.
1847 wurde ein Kurbetrieb errichtet, der Anschluss an die Eisenbahn erfolgte 1896 mit der Einweihung der Strecke von Niklasdorf. 1871 wurde Lerchenfeld/Skřivánkov eingemeindet. Die Stadt Zuckmantel hatte am 1. Dezember 1930 4473 Einwohner, am 17. Mai 1939 waren es 4358 Einwohner.
Durch das Münchner Abkommen wurde die Stadt 1938 an das Deutsche Reich abgetreten und gehörte bis 1945 zum Landkreis Freiwaldau im  Regierungsbezirk Troppau im Reichsgau Sudetenland. Nach dem Zweiten Weltkrieg kam Zuckmantel zusammen mit dem Sudetenland an die Tschechoslowakei zurück. Die  deutsche Bevölkerung wurde 1945 vertrieben. 1947 wurden Slowaken aus Rumänien und in der Zeit von 1949 bis 1950 politische Flüchtlinge aus Griechenland angesiedelt.
1948 wurde für die Stadt die Ortsbezeichnung Zlaté Hory (tschechisch für „Goldene Berge“) eingeführt. Die Siedlung Skřivánkov wurde 1959 im Zuge eines polnisch-tschechischen Gebietsaustausches gegen Krasów (Schubertskrosse) an Polen abgetreten und gehört heute unter dem Namen Skowronków zu Głuchołazy (Ziegenhals). Bis 1996 gehörte die Stadt zum Okres Bruntál (Bezirk Freudenthal).

## Demographie
| Jahr | Einwohner | Anmerkungen                        |
| ---- | --------- | ---------------------------------- |
| 1834 | 4.101     | deutsche Einwohner, in 523 Häusern |
| 1900 | 4.596     | deutsche Einwohner                 |
| 1930 | 4.473     | [ 5 ]                              |
| 1939 | 4.363     | [ 5 ]                              |

Am 22. Mai 1947 hatte die Stadt 2.190 Einwohner.

## Gemeindegliederung
Die Stadt Zlaté Hory besteht aus den Ortsteilen  Dolní Údolí (Niedergrund),  Horní Údolí (Obergrund),  Ondřejovice (Endersdorf),  Rejvíz (Reihwiesen),  Rožmitál (Rosenthal),  Salisov (Salisfeld) und  Zlaté Hory (Zuckmantel). Zu Zlaté Hory gehören zudem die Ansiedlungen Antonínov (Antonihaus), Javorná (Latzdorf), Jelení Dvůr  (Harneghof), Na Samotě (Fleischerhof),  Nový Dvůr (Neuhof), Ryžoviště (Schmidtdörfel), Starý Rejvíz (Alt Reihwiesen) und Strážovice bzw. Srncov (Königsberg).
Das Gemeindegebiet gliedert sich in die Katastralbezirke Dolní Údolí, Horní Údolí, Ondřejovice v Jeseníkách, Rejvíz und Zlaté Hory v Jeseníkách.

## Städtepartnerschaften
- Głuchołazy, Polen
- Kętrzyn, Polen
- Mikulovice, Tschechien
- der Prager Stadtteil Praha 1 (Staré Město, Malá Strana, Hradčany), Tschechien
- Vodňany, Tschechien

## Sehenswürdigkeiten

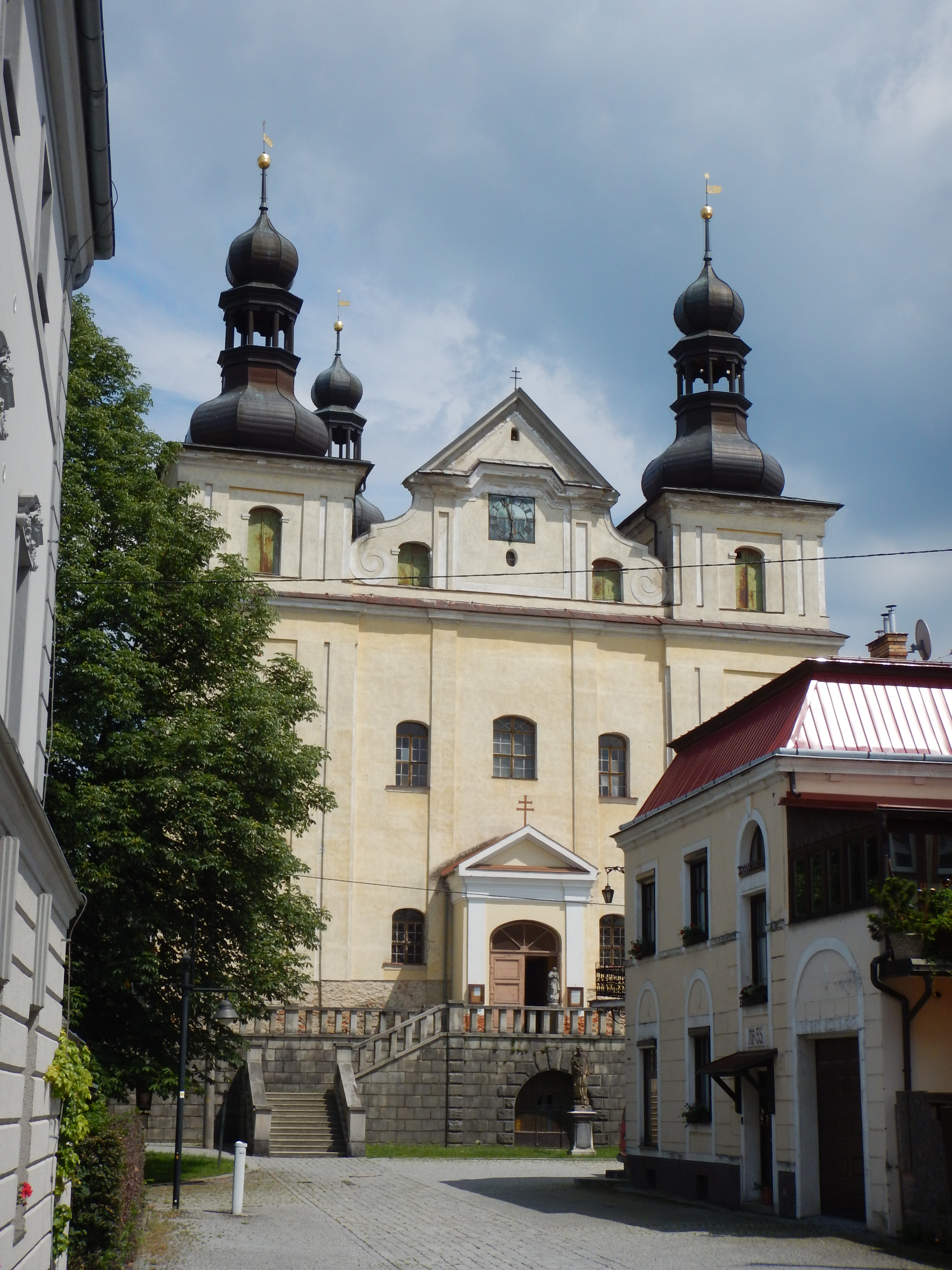
Pfarrkirche Mariä Himmelfahrt

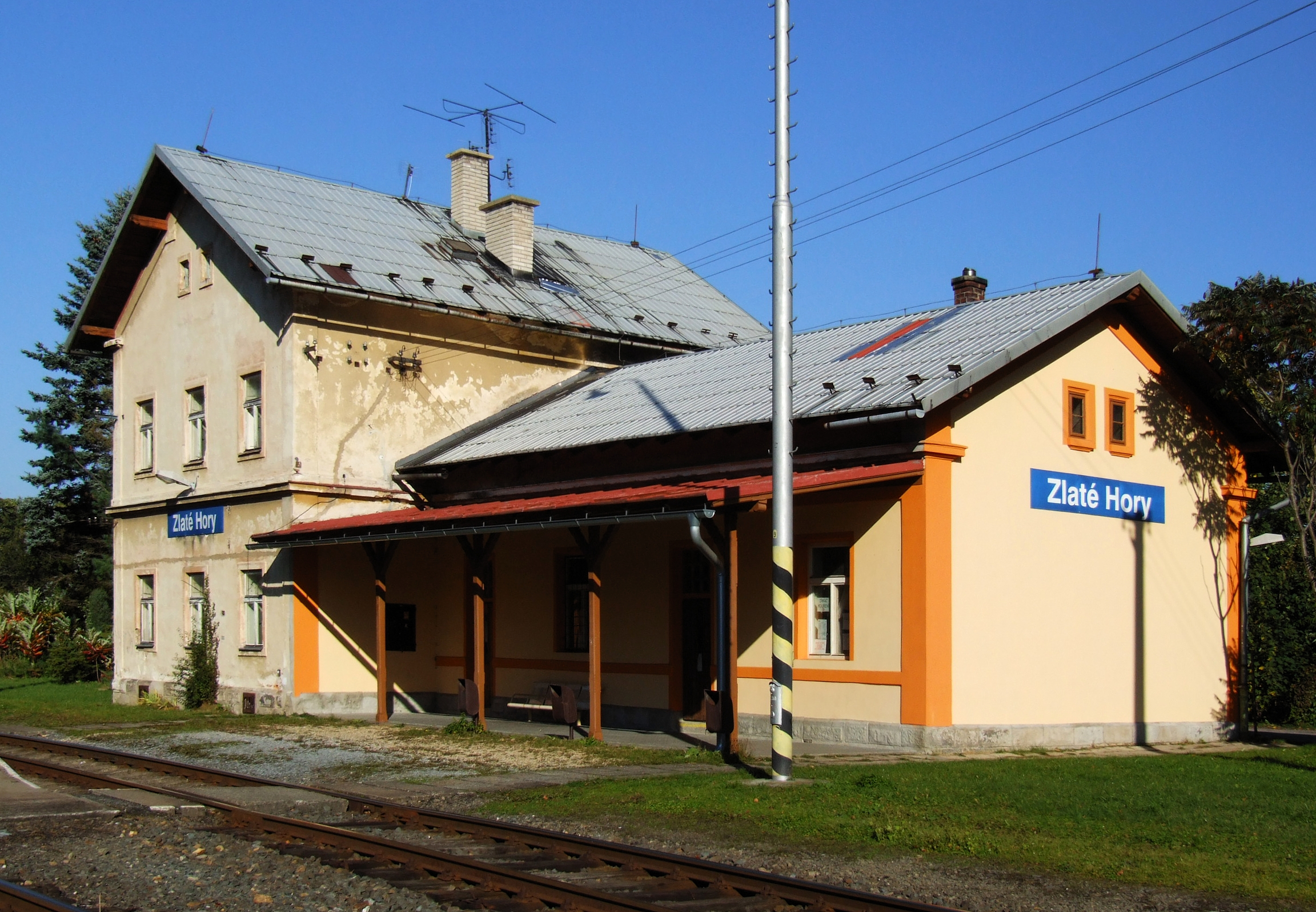
Bahnhof (2012)

In der Nähe der Stadt befinden sich die Ruinen der Burgen Edelstein und Leuchtenstein (Leuchtenštejn), letztere befindet sich auf der Bischofskoppe. In der Stadt besteht ein Bergbaumuseum. In der Rochuskapelle befindet sich ein Diorama, das an die Schlacht vom 14. Jänner 1779 erinnert.
Südlich von Zlaté Hory befindet sich am Výr die Maria-Hilf-Wallfahrtstätte. 1973 wurde diese gesprengt und nach der Samtenen Revolution neu aufgebaut. Am früheren Hotel Sonne erinnert noch heute eine Gedenktafel an die hier geborene Mutter des Komponisten Franz Schubert, Frau Elisabeth Vietz.

## Söhne und Töchter der Stadt

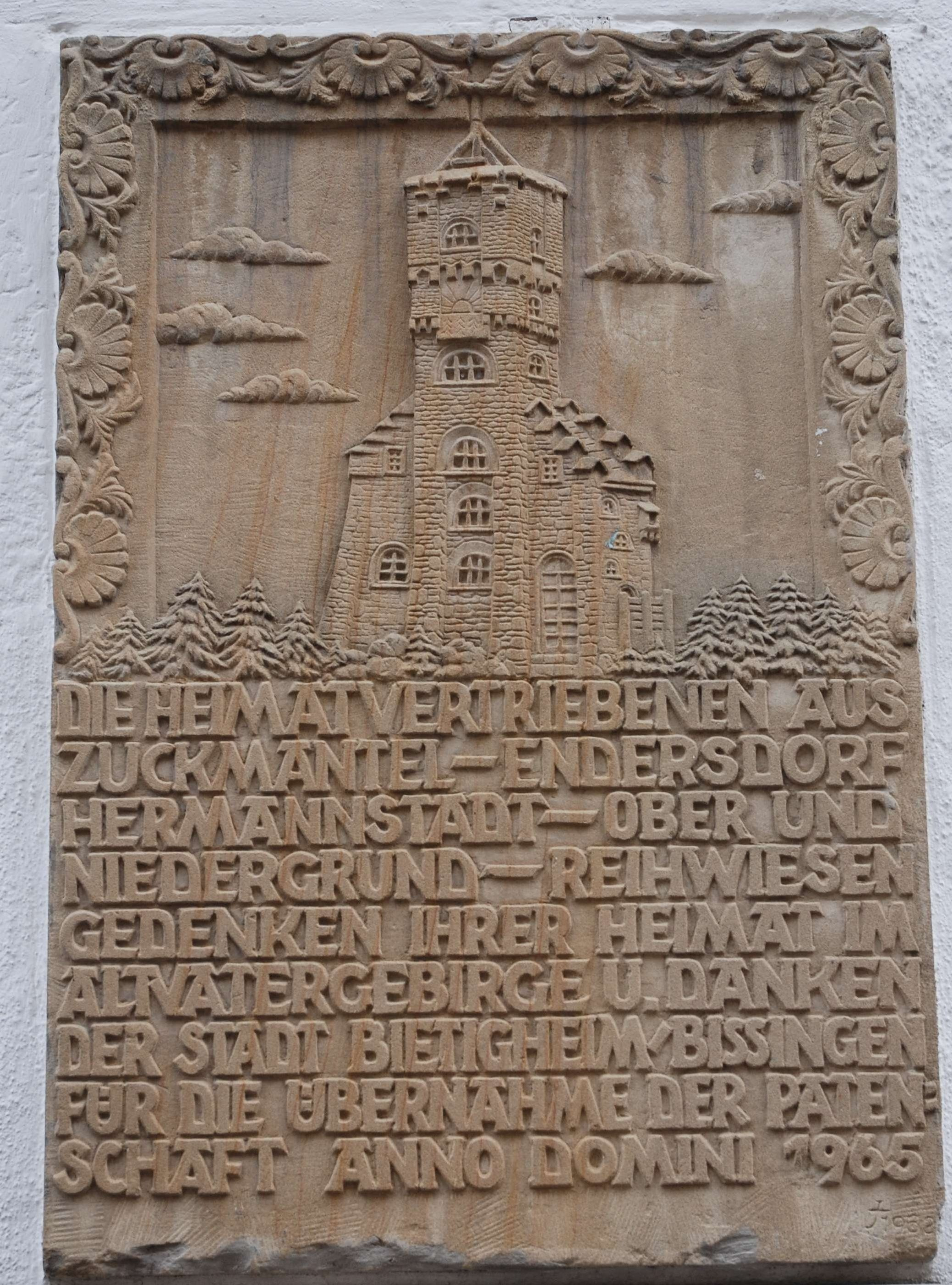
Gedenktafel an der Zuckmantler Heimatstube in Bietigheim-Bissingen

- Elisabeth Vietz (* 30. Oktober 1756; † 28. Mai 1812), Mutter von Franz Schubert
- Bernhard Kutzer (1794–1864), Bildhauer und Maler, Begründer der Bildhauerwerkstatt Kutzer in Obergrund
- Joseph Templer (?–1860), Maler, Vater von Rudolph Templer und Franz Templer
- Wilhelm Arbter (1831–1898), Redakteur und Publizist
- Rudolph Templer (1837–1905), Maler, Sohn von Joseph Templer, Bruder von Franz Templer
- Franz Templer (1854–1930), Maler, Sohn von Joseph Templer, Bruder von Rudolph Templer
- Viktor Heeger (1858–1935), Romancier, Dramatiker, Dichter und Organisator des kulturellen Lebens
- Julius Karl Hoffmann (1859–1917), Historiker und Organisator des kulturellen Lebens
- Victor Franke (1866–1936), Kommandeur der Kaiserlichen Schutztruppe in Deutsch-Südwestafrika
- Leopold Wolfgang Rochowanski (1888–1961), österreichischer Journalist, Schriftsteller und Verleger
- Rudolf Löhner (1890–1971), österreichischer Bildhauer
- Josef Schönwälder (1897–1972), Politiker und Oberbürgermeister von Sosnowitz
- Elisabeth Turolt (1902–1966), österreichische Bildhauerin
- Albert Sauer (1911–1993), deutscher Schriftsteller
- Kurt Knispel (1921–1945), Panzerkommandant
- Carl Weiss (1925–2018), Journalist, Sprecher der ersten heute-Sendung im ZDF
- Horst Marschner (1929–1996), Agrarwissenschaftler und Pflanzenphysiologe
- Gerhard Rehwald (* 1929), Militärmediziner und ehemaliger Generalleutnant der Nationalen Volksarmee (NVA) der DDR
- Engelbert Bancher (1912–1986), österreichischer Botaniker, Ordinarius an der Technischen Hochschule Wien

## Bürgermeister
- 1730–1759 Johann Georg Vietz
- 1759–1766 Ignaz Josef Stefan
- 1766–1798 Johann Georg Auhlich
- 1798–1813 Josef Geyer
- 1813–1921 Franz Trampusch
- 1821–1834 Josef Laureta
- 1834–1838 Josef Vielhauer
- 1838–1858 Franz Kirsch
- 1858–1869 Johann Metzner
- 1869–1889 Heinrich Lamla, Stifter des Waisenhauses
- 1889–1904 Josef Pohl
- 1904–1912 Heinrich Graber
- 1912–1919 Josef Königer
- 1919–1927 Alois Kunz
- 1928–1938 Vinzens Brauner
- ab Okt. 1938 Dr. Brodkorb, kommissarisch
- 1939–1945 Robert Hofmann